# Jim Fouché
Jacobus Johannes "Jim" Fouché, DMS (Wepener, 1898. június 6. – Fokváros, 1980. szeptember 23.), más néven J. J. Fouché, dél-afrikai politikus volt, 1968 és 1975 között Dél-Afrika második államelnökeként szolgált.

## A kezdetek
Fouché az Oranje Szabadállam búr köztársaságában született 1898-ban (amely 1902-ben brit gyarmattá, 1910-ben pedig a Dél-afrikai Unió tartományává vált), és a Paarl Boys' High School-ban érettségizett.

## Karrier
Fouché sikeres gazda volt. Megrögzött republikánusként évekig a Nemzeti Párt tagja volt, először a Nemzetgyűlésbe választották be, ahol 1941 és 1950 között Smithfield, majd 1960 és 1968 között pedig a Bloemfontein West választókerületet képviselte
Fouché 1950 és 1959 között az Oranje Szabadállam provincia adminisztrátora volt, 1959. december 14-től 1966. április 1-ig védelmi miniszterként, 1966-tól pedig mezőgazdasági műszaki és vízügyi miniszterként dolgozott. 1968-ban Ebenhaezer Dönges (akit megválasztottak, de hivatalba lépése előtt meghalt) heylére Fouchét választották meg államelnöknek, egy 1968-tól 1975-ig terjedő terminusra. Érdekesség, hogy Fouché volt az egyetlen olyan Dél-afrikai fehér államelnök, aki a teljes hivatali idejét betöltötte.

## Család
Fouché felesége Letta Rhoda ("Lettie") McDonald volt. Két gyermekük született.

## Numizmatikai ábrázolása
Az 1976-ban kiadott 1/2 centes érmén Fouché arcképe található.

## Fordítás
Ez a szócikk részben vagy egészben  a   Jim Fouché című angol Wikipédia-szócikk ezen változatának fordításán alapul.  Az eredeti cikk szerkesztőit annak laptörténete sorolja fel. Ez a jelzés csupán a megfogalmazás eredetét és a szerzői jogokat jelzi, nem szolgál a cikkben szereplő információk forrásmegjelöléseként.